# Whiteacris attenuata
Whiteacris attenuata är en insektsart som beskrevs av Kenneth Hedley Lewis Key 1976. Whiteacris attenuata ingår i släktet Whiteacris och familjen Morabidae. Inga underarter finns listade i Catalogue of Life.